# Georg Vitrup-Rinfeldt
Georg Vitrup-Rinfeldt (født 1891, død 1964) var en dansk digter, redaktør og stifter af dansk presseforbund.